# Самоа на Светском првенству у атлетици на отвореном 2023.
Самоа је учествовала на 19. Светском првенству у атлетици на отвореном 2023. одржаном у Будимпешти од 19. до 27. августа деветнаести пут, односно, учествовала је на свим првенствима до данас. Репрезентацију Самое представљао је  такмичар који се такмичио у бацању диска., .
На овом првенству такмичар Самое није освојио ниједну медаљу нити је остварио неки резултат.

## Учесници
Мушкарци: 
- Алекс Роуз — Бацање диска

## Резултати

### Мушкарци
| Атлетичар  | Дисциплина   | Лични рекорд | Квалификације | Квалификације | Полуфинале | Полуфинале | Финале   | Финале  | Детаљи |
| Атлетичар  | Дисциплина   | Лични рекорд | Резултат      | Место         | Резултат   | Место      | Резултат | Место   | Детаљи |
| ---------- | ------------ | ------------ | ------------- | ------------- | ---------- | ---------- | -------- | ------- | ------ |
| Алекс Роуз | Бацање диска | 70,39 НР     | 65,26 кв      | 5. у гр. Б    |            |            | 61,69    | 12 / 35 |        |